# Igreja de Nossa Senhora dos Mártires
A Igreja de Nossa Senhora dos Mártires, também designada por Igreja Matriz de Constância ou Igreja de São Julião, situa-se na parte mais alta da freguesia e da vila de Constância (Portugal), em Portugal.
A sua construção foi sendo valorizada ao longo de quatro séculos. No seu interior, podemos destacar a alegoria de Malhoa, que decora o tecto, e a imagem da Senhora da Boa Viagem.
A igreja está classificada como imóvel de interesse público desde 1954.